# Hadgaon
Hadgaon là một thành phố và là nơi đặt hội đồng đô thị (municipal council) của quận Nanded thuộc bang Maharashtra, Ấn Độ.

## Địa lý
Hadgaon có vị trí 19°30′B 77°40′Đ / 19,5°B 77,67°Đ Nó có độ cao trung bình là 414 mét (1358 feet).

## Nhân khẩu
Theo điều tra dân số năm 2001 của Ấn Độ, Hadgaon có dân số 23.328 người. Phái nam chiếm 52% tổng số dân và phái nữ chiếm 48%. Hadgaon có tỷ lệ 65% biết đọc biết viết, cao hơn tỷ lệ trung bình toàn quốc là 59,5%: tỷ lệ cho phái nam là 73%, và tỷ lệ cho phái nữ là 55%. Tại Hadgaon, 16% dân số nhỏ hơn 6 tuổi.